# Pandanus irregularis
Pandanus irregularis är en enhjärtbladig växtart som beskrevs av Henry Nicholas Ridley. Pandanus irregularis ingår i släktet Pandanus och familjen Pandanaceae. Inga underarter finns listade.